# Sondre Auklend
Sondre Auklend, né le 10 juin 2003 en Norvège, est un footballeur norvégien qui évolue au poste de milieu offensif au FK Bodø/Glimt.

## Biographie

### En club
Né en Norvège, Sondre Auklend commence le football au FK Vidar (en) avant d'être formé par le Viking FK. Il signe son premier contrat professionnel avec son club formateur à 16 ans, le 15 mai 2020, le liant au club jusqu'en décembre 2024.
Auklend joue son premier match en professionnel lors de la première journée de la saison 2020 d'Eliteserien, l'élite du football norvégien, le 16 juin 2020 face au FK Bodø/Glimt. Il entre en jeu et son équipe s'incline par quatre buts à deux.
Le 9 août 2021, Auklend est prêté au Åsane Fotball jusqu'à la fin de la saison.
Auklend marque son premier but en professionnel sous les couleurs de l'Åsane Fotball le 22 septembre 2021, lors d'une rencontre de coupe de Norvège face au Sogndal Fotball. Titularisé, il ouvre le score et son équipe l'emporte par deux buts à zéro.
Le 2 mai 2023, Auklend est prêté au FK Jerv pour deux mois. Alors que son contrat de prêt arrive à expiration, Auklend prolonge avec Jerv le 26 juillet 2023 jusqu'à la fin de l'année. Toutefois, le jeune milieu de 20 ans est rapatrié plus tôt que prévu au Viking FK, faisant son retour le 10 août 2023 afin de renforcer l'équipe après les départs de Niklas Sandberg et de Birkir Bjarnason, ainsi que l'absence de Yann-Erik de Lanlay sur blessure, qui contraint le club à trouver des solutions au milieu de terrain.
Le 2 juillet 2024, après avoir rejeté des offres de prolongations de contrat du Viking FK, Sondre Auklend est sur le point de signer en faveur du FK Bodø/Glimt, qu'il peut rejoindre librement au 1er janvier 2025, à expiration de son contrat. Le joueur est finalement transféré au FK Bodø/Glimt le 10 août 2024 contre une indemnité de transfert et signe un contrat courant jusqu'en juillet 2028.
Il remporte le premier trophée de sa carrière en étant sacré Champion de Norvège pour sa participation à la 2024.

### En sélection
Sondre Auklend représente l'équipe de Norvège des moins de 17 ans. Il joue un total de cinq matchs avec cette sélection entre 2019 et 2020, et marque un but.
Avec les moins de 18 ans, il joue quatre matchs en 2021, pour un but marqué.

## Palmarès
FK Bodø/Glimt
- Championnat de Norvège (1) :
  - Champion : 2024.